# Fausto Torrefranca
Fausto Torrefranca, o Fausto Acanfora di Torrefranca (Vibo Valentia, 1º febbraio 1883 – Roma, 26 novembre 1955), è stato un musicologo italiano.

## Biografia
Laureatosi in Ingegneria presso il Politecnico di Torino nel 1905, si dedicò allo studio della musica sostanzialmente da autodidatta. Dal 1907 al 1919 collaborò assiduamente alla Rivista Musicale Italiana. Si occupò di musicologia e fu un attivo propugnatore dell'attivazione dell'insegnamento di Storia della musica e di Estetica musicale nell'Università italiana.
Docente di queste materie presso l'Università di Roma dal 1913 e presso l'Università Cattolica del Sacro Cuore di Milano dal 1930 al 1935, divenne professore ordinario a Firenze nel 1941. Fu inoltre bibliotecario presso il Conservatorio di Napoli e quello di Milano.
Fu un convinto sostenitore della tradizione strumentale italiana sviluppatasi nel Cinquecento, nel Seicento e nel Settecento, trascurata successivamente a tutto vantaggio dell'opera lirica.
I suoi studi spaziarono dalla storia della musica strumentale italiana alla storia della polifonia cinquecentesca. Si devono a Torrefranca importanti contributi inerenti alla storia del quartetto, alla musica di Sammartini e alle origini della sonata.
Di lui si ricorda, fra gli altri, un celebre saggio (o libello, secondo taluni) anti-pucciniano, pubblicato nel 1912: Giacomo Puccini e l'opera internazionale. Leonardo Pinzauti, che di Torrefranca fu assistente alla cattedra di Storia della musica negli anni Cinquanta, ricorda che nella vecchiaia Torrefranca parlava del suo Puccini come di "un necessario peccato di gioventù" e affermava che, a suo giudizio, il suo libro aveva costretto Puccini ad una specie di autocritica, i cui risultati si sarebbero avvertiti nella raffinata strumentazione delle sue ultime opere, in particolare nel Trittico e nella Turandot.
A Fausto Torrefranca è intitolato il Conservatorio di Vibo Valentia. Allo studioso fu anche assegnato il Premio Feltrinelli per la critica d'arte, nel 1953.

## Opere
- Le origini della musica. Torino: Fratelli Bocca, 1907
- La vita musicale dello spirito. Torino: Fratelli Bocca, 1910
- Giacomo Puccini e l'opera internazionale. Torino: Fratelli Bocca, 1912
- Le sinfonie dell'imbrattacarte (Giovanni Battista Sammartini). Torino: Fratelli Bocca, 1915
- Il segreto del Quattrocento: musiche ariose e poesia popolaresca. Milano: Ulrico Hoepli, 1939
- Giovanni Benedetto Platti e la sonata moderna, con un'appendice di Fritz Zobeley e testi musicali. Milano: Ricordi, 1963
- Avviamento alla storia del quartetto italiano; con introduzione e note a cura di Alfredo Bonaccorsi. Roma: ERI, 1966